# Триртутьпентамагний
Триртутьпентамагний — бинарное неорганическое соединение
магния и ртути
с формулой Mg5Hg3,
кристаллы.

## Получение
- Сплавление стехиометрических количеств чистых веществ в инертной атмосфере:

{\displaystyle {\mathsf {5Mg+3Hg\ {\xrightarrow {562^{o}C}}\ Mg_{5}Hg_{3}}}}

## Физические свойства
Триртутьпентамагний образует кристаллы
гексагональной сингонии,
пространственная группа P 63/mcm,
параметры ячейки a = 0,8260 нм, c = 0,5931 нм, Z = 2,
структура типа трисилицида пентамарганца Mn5Si3
.
Соединение конгруэнтно плавится при температуре 562 °C .
В соединении происходит переход в сверхпроводящее состояние при температуре 0,16÷4 К .